# 小行星2295
小行星2295（2295 Matusovskij）是一颗围绕太阳公转的小行星。1977年8月19日，尼古拉·切爾尼赫在克里米亚发现了此天体。
該小行星以蘇聯詩人米哈伊爾·馬都索夫斯基命名。
这颗小行星的绝对星等为71.95607等。